# Chien bleu
Chien bleu (deutsch Blauer Hund) ist ein französischer Kurzfilm von Fanny Liatard und Jérémy Trouilh aus dem Jahr 2018.

## Handlung
Als die junge Soraya eines Tages nach Hause geht, wird sie von einem jungen Mann verfolgt. Sie stellt ihn zur Rede, und der Mann – Yoann – gesteht, ihr wegen ihres blauen Schleiers, in Wirklichkeit ein Sari, gefolgt zu sein. Sein Vater habe Angst vor allem, aber eine Vorliebe für die Farbe Blau, und so habe er sich gefragt, ob sie die Farbe eventuell auch möge. Soraya meint, dass Blau die Farbe der Götter sei, und geht.
Yoanns Vater Émile lebt in einer Wohnung, die komplett blau gestrichen ist. Die Farbe ist sein Schutz innerhalb der eigenen vier Wände, die Émile aufgrund seiner sozialen Angststörung seit langer Zeit nicht mehr verlassen hat. Als Yoann nach Hause kommt, färbt Émile gerade den weißen Hund blau, da er so stärker werde. Yoann geht am nächsten Tag mit dem blauen Hund Gassi und erregt Aufsehen. Unterwegs trifft er Soraya wieder, die erkennt, dass Yoann die Wahrheit gesagt hat.
Im Gespräch erfährt er, dass Soraya gerne tanzt und Mitglied einer kleinen Bharatanatyam-Tanzgruppe ist. Sie bittet ihn, die Gruppe beim Tanz zu filmen und schenkt ihm für seinen Vater ein Bildchen, das die in Blau gezeichnete Gottheit Krishna zeigt. Das Bild helfe seinem Vater vielleicht, zu geheilt zu werden. Zuhause berichtet Yoann seinem Vater von Soraya. Er malt das Gesicht mit blauer Farbe an, die ihn beschützen wird. Langsam begibt sich Émile ins Freie, wo die Tanzgruppe auf ihn wartet. Sie beginnen ihn zu umtanzen, und Émile beginnt, sich im Takt zu bewegen und vorsichtig zu lächeln.

## Produktion
Der Film wurde vom 22. bis 27. Juli 2017 im Quartier Émile Dubois-Maladrerie in Aubervilliers gedreht. Die Szenen in Émiles Wohnung entstanden im Gebäude an der Allée Georges Braque Nr. 5 in Aubervilliers. Neben Rod Paradot als professionellem Schauspieler ist der Film ausschließlich mit Laiendarstellern aus dem Viertel besetzt. Hauptdarsteller Michel Pichon fiel dem Filmteam auf, als er seinen Hund Gassi führte. Der Titel, den Émile sehr laut in seiner Wohnung hört, ist Christophes Les mots bleus. Am Ende des Films während des Tanzes ist der Titel Le retour des grues von Bruno Coulais zu hören.
Chien bleu wurde erstmals am 17. November 2018 auf dem Festival du film court de Villeurbanne gezeigt.

## Auszeichnungen
Chien bleu lief 2019 auf dem Festival du Court-Métrage de Clermont-Ferrand im Nationalen Wettbewerb um den Grand Prix. Der Film wurde zudem 2020 für einen César in der Kategorie Bester Kurzfilm nominiert.